# Carmel-by-the-Sea

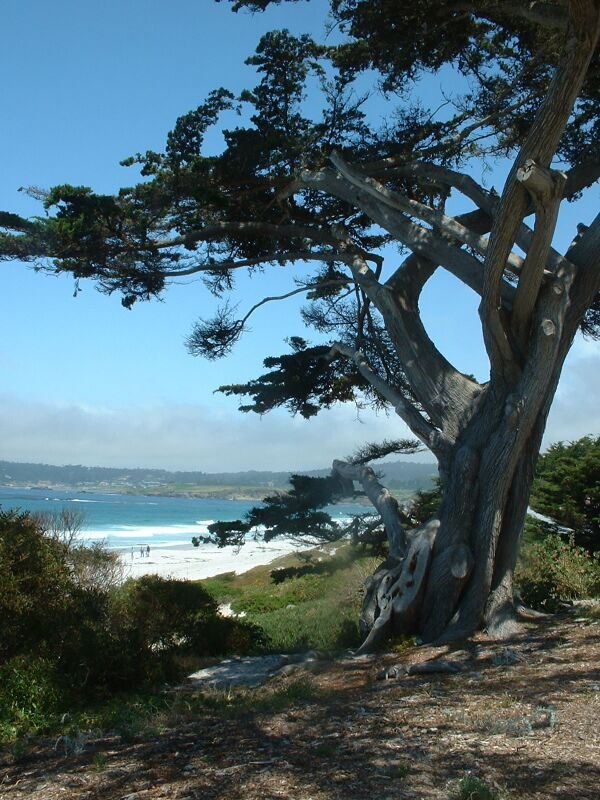
Plaża w Carmel

Carmel-by-the-Sea – miasto w Stanach Zjednoczonych, w północnej Kalifornii, w hrabstwie Monterey, nad Oceanem Spokojnym.
Zamieszkuje je około 4000 osób, leży w sąsiedztwie pól golfowych Pebble Beach i miasta San Jose. Najsłynniejsze miejsce to wybrzeże Big Sur oraz Misja Junipero Serry. Burmistrzem miasta był m.in. amerykański aktor, reżyser Clint Eastwood.
W pobliżu miasta przebiega droga stanowa California State Route 1.